# Ajax (comics)
Pour les articles homonymes, voir Ajax.
Ajax est un personnage de l'univers de Marvel Comics apparu pour la première fois dans le numéro 14 de Deadpool, en mars 1998.

## Biographie fictive
Ajax est un homme dont on ne connaît que le vrai prénom, Francis. Il travaille au laboratoire du Dr Killebrew, le Workshop, qui se situe dans l'hospice pour anciens agents de Weapon X. Francis y croise notamment Wade Wilson, le futur mercenaire Deadpool.
Le Dr Killebrew modifie les nerfs de Francis pour le rendre insensible à la douleur. Celui-ci reçoit ensuite des implants qui accroissent sa vitesse et son agilité. Souvent en conflit avec Wade Wilson, Francis reçoit la permission de Killebrew de le tuer. Mais il échoue et manque d'être lui-même tué par Deadpool. Un an plus tard, il utilise le surnom d'Ajax et chasse alors les différents survivants du projet Weapon X. Il retrouve donc Killebrew dans les Alpes suisses et le torture pour savoir comment trouver Deadpool. Ajax parvient à découvrir la fréquence de téléportation de Deadpool. Il le téléporte ainsi dans les Alpes et le tue. Cependant, la Mort décide de ressusciter Deadpool pour qu'il sauve Killebrew. Deadpool tue finalement Ajax en lui brisant la nuque.

## Pouvoirs et capacités
Grâce aux expériences du professeur Killebrew, Ajax est insensible à la douleur. Le scientifique lui a ensuite greffé des implants qui augmentent sa vitesse et son agilité.

## Apparitions dans d'autres médias
Le personnage est incarné par Ed Skrein dans le film Deadpool au cinéma.